# Icelococcus lithreae
Icelococcus lithreae är en insektsart som beskrevs av Hodgson och Miller 2002. Icelococcus lithreae ingår i släktet Icelococcus och familjen filtsköldlöss. Inga underarter finns listade i Catalogue of Life.